# Герб Острога
Герб Острога́ — офіційний символ міста Острог Рівненської області. Затверджений рішенням сесії Острозької міської ради від 20 листопада 1995 року № 75.

## Опис
Герб міста — малиновий щит, на якому зображено Свято-Богоявленський собор, збудований за князя Василя Федоровича Красного, сина Преподобного Федора — Князя Острозького, в першій половині XV століття. Храм має п‘ять куполів, які символізують Христа і чотирьох євангелістів. Церква богоявлення була кафедральним собором, а також родовою усипальницею князів Острозьких.

## Історія герба
За Магдебурським правом, якого добилось місто за князів Острозьких у 1528 році, місто отримало свій герб. Основою герба служив щит (за формою мав назву Французького — чотирикутовий, загострений знизу). На щиті було зображення реальної міської споруди — старовинного храму, Богоявленського собору золотого кольору, поле було червоного кольору. Кольори символізували: червоний — хоробрість та мужність, золотий — багатство та справедливість жителів цього міста.
В Острозькому історико-краєзнавчому музеї зберігається міська печатка 1700 року. Вона має зображення п'ятикупольного храму (прототипом якого є Свято-Богоявленський собор XV ст.), міського муру і брами, які були елементами герба м. Острога з XVI століття.
Богоявленський православний собор залишився основою герба міста у період антикатолицького виступу острозьких міщан 1636 р. і в період його закриття протягом другої половини XVII ст. до кінця XIX ст. та після відбудови його і освячення у 1891 році.
Адміністрація і геральдична служба Російської імперії наприкінці XVIII ст. спростила і водночас ускладнила герб Острога. Було усунуто з зображення мурів та брами і водночас надано складний, з численними архітектурними подробицями рисунок собору, який залишився єдиним елементом герба.
У 1920-1930-х роках, коли Острог входив до складу Польщі, у міському самоуправлінні використовувався герб зразка 1700 р. Після 1939 р. (входження Острога до складу УРСР) до початку 1990-х років не використовувались ні історичний герб м. Острога, ні його версія кінця XVIII — поч. ХХ ст.
У 1995 році після надання місту Острогу статусу міста обласного значення відомий краєзнавець (нині покійний) Петро Андрухов задля відновлення історичної дійсності вніс пропозицію на розгляд Острозької міської ради про затвердження і подальше використання герба і прапора міста Острога саме його останньої версії.
Депутати Острозької міської ради дану пропозицію затвердили рішенням сесії від 20 листопада 1995 року № 75. Нині використовується зображення герба обох варіантів.